# ニコラ・ブルバキ
ニコラ・ブルバキ（仏: Nicolas Bourbaki, ブールバキとも）は、架空の数学者であり、主にフランスの若手の数学者集団のペンネームである。当初この数学者集団は秘密結社として活動し、ブルバキを一個人として活動させ続けた。日本で出版された38冊に及ぶ数学原論や、定期的に開催されるセミネール・ブルバキで有名。

## 概要
1934年に解析学の教科書を編纂するプロジェクトが始まり、1935年にブルバキという架空人物が生み出され、論文を発表。後に「1886年生、モルダヴィア出身」というプロフィールが与えられた。
1939年、数学原論を刊行しはじめたとき、論文紹介雑誌Mathematical Review誌にてアイレンベルグのペンネームでもあることが露呈。次第に集団であることが知られ始め、様々な軋轢を生むこととなった。

## ブルバキの業績

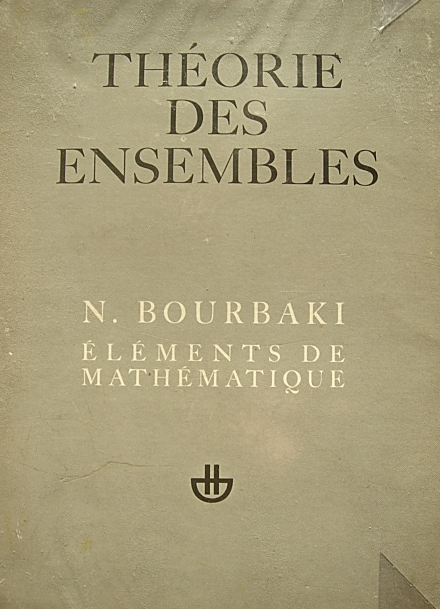
『集合論』〈数学原論〉の初版表紙

ブルバキの主な業績は、7000ページ以上に及ぶ『数学原論』(Éléments de mathématique) の執筆である。元は微分積分学の現代的な教科書を書くのが彼らの目的だったが、作業が中途で肥大化し、その目的は捨て去られた。最終的には集合論の上に現代数学を厳密かつ公理的に打ち立てることにその目標は向けられる。彼らはそこで、代数構造・順序構造・位相構造という三つの構造概念、フィルターなどいくつかの新しい概念や術語を導入し、現代数学に大きな影響を与えた。その完璧な厳密性と一般性を求める叙述はブルバキスタイルと呼ばれるようになる。ただしブルバキの狙いは、決して最大限の一般性ではなく、最大限の有効性を備えた一般性、最小限の一般化である。
ブルバキの影響は年と共に次第に低下していった。その理由の一つは、ブルバキの影響を受けた本が他にも出版されるようになり、ブルバキの本の独自色が失われたためである。またひとつには、重要と考えられるようになった別の抽象化、例えば圏論などをカバーしていないためでもある。ブルバキのメンバーの一人アイレンベルグは圏論の創始者であり、グロタンディークも圏論を積極的に論じた。だが圏論を導入するには、それまでに発表されてきたブルバキの著作に根本的な修正を与えなければならなかった。そのため圏論についてのブルバキの著作は準備されていたものの、結局は書かれなかった。
若干の続刊も出されてはいるものの、38冊をかけた日本語版は全部絶版である。ただし、数学史だけが文庫で手に入る。

## ブルバキの参加者
創立メンバーは次の5人で、高等師範学校 (ENS) の出身者だった。
- アンドレ・ヴェイユ
- アンリ・カルタン
- クロード・シュヴァレー
- ジャン・デュドネ
- ジャン・デルサルト

他に創立時の公式メンバーとして、次の4人がいた。
- ジャン・クーロン
- シャルル・エーレスマン
- ルネ・ド・ポッセル
- シュレーム・マンデルブロ（フラクタル幾何のブノワ・マンデルブロの伯父）

マンデルブロを除いて、すべてのメンバーがENSの卒業生である。ブルバキは50歳を定年としていて、その後、次の10人が新たに加わった。
- ローラン・シュヴァルツ
- ジャン＝ピエール・セール
- サミュエル・アイレンベルグ
- ロジェ・ゴドマン
- アルマン・ボレル
- ピエール・カルティエ
- ジャン・ルイ・ヴェルディエ
- サージ・ラング
- ジョン・テイト
- ジャン・ルイ・コシュル

アレクサンドル・グロタンディークも、一時期メンバーだった。
『数学原論』の執筆は1998年から止まっていたが、2010年代に続刊を二冊出した。ブルバキはセミネール・ブルバキの形で今でもその活動を続けている。

## 逸話

### ブルバキの由来
ブルバキの名前の由来は、アンドレ・ヴェイユが聞いた友人の悪戯が元になっている。ENSの学生だった1923年、友人のラウル・ユッソンが新入生をだますために付け髭をつけて講義を始めて、最後には高度なレベルまで話を飛躍させ、架空の｢ブルバキの定理」で話を締めくくった。一説ではブルバキの名は、普仏戦争で活躍したシャルル・ブルバキ将軍 (Charles Denis Bourbaki) に由来するといわれている。出版物に長く連名をすることを嫌ったヴェイユ達は、すぐに著者をブルバキとすることに決めた。ブルバキの名が採用されたときにはまだファースト・ネームは決まっておらず、初めは頭文字 N を付け加えることになった。1935年、ブルバキの名を知らしめるためにヴェイユがエリ・カルタンを通して学士院に論文を提出する際にフルネームや経歴が必要となり、（後にヴェイユの妻となる）エヴリンの提案でニコラと名付けられた。

### 定年
一説には、年齢を重ねたメンバーに対するテストとして、論理的には正しいが数学的には何の面白みもない「新理論」の話をもちかけ、「面白くない」と判断できないようであれば定年とする、という了解があった、という。50歳で強制引退だったとも言われる。

## 数学原論
数学原論は1939年の『集合論 要約』を皮切りに11部門が出版され
1.集合論
2.代数
3.位相
4.実一変数関数
5.位相線型空間
6.積分
の6部門においては特に順序にこだわり部門の順序も含めて既に示した結果を用いて記述されている。それで集合論を土台に数学の再編を行ったという事であるが、実際の出版の順序は必ずしもこのようにはいかなかった。その後の部門
7.リー群とリー環
8.可換代数
9.多様体
10.スペクトル論
11.代数的位相幾何学
では順序が決まっているわけではない。